# Nýdek

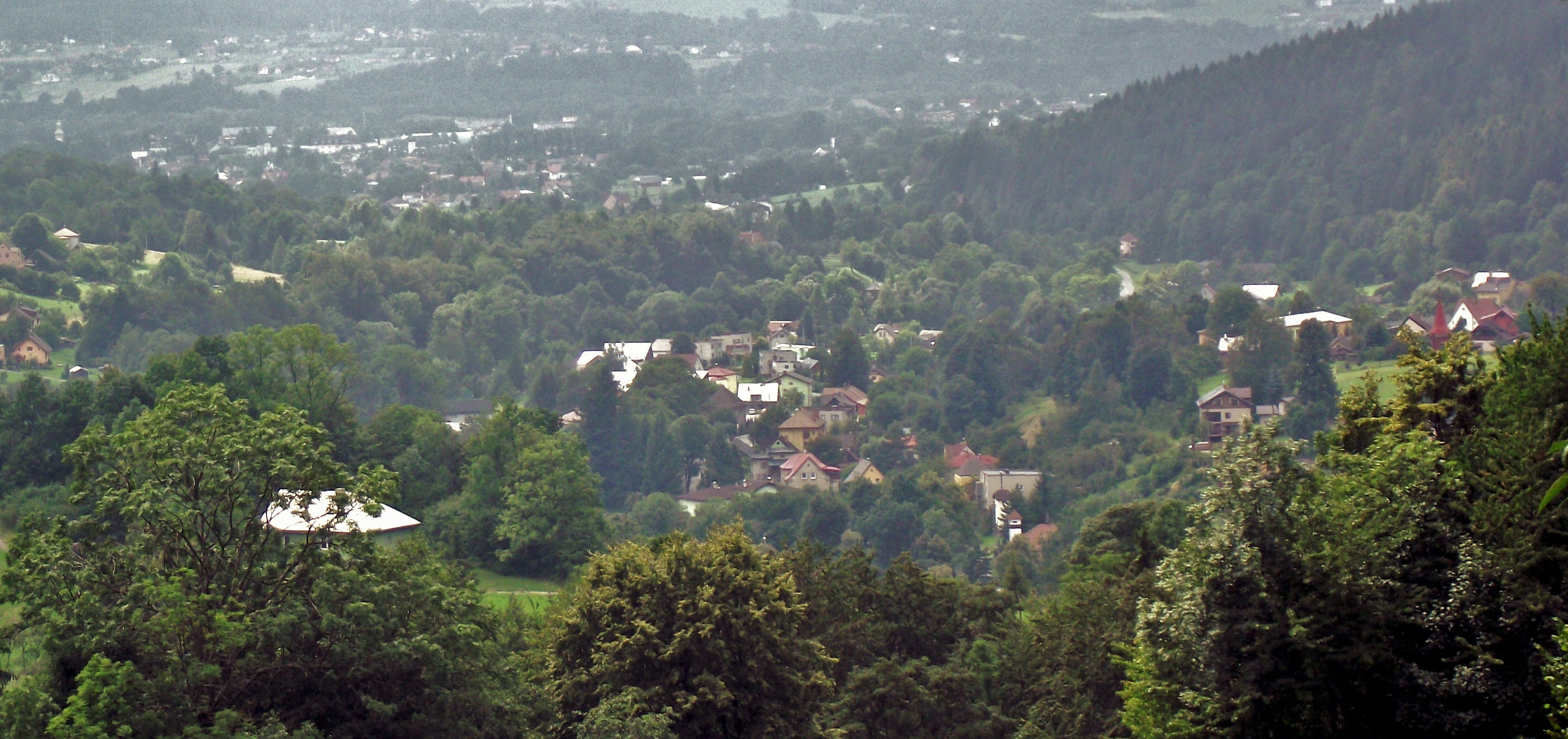
Ein Blick aus dem Czantoria-Berg

Nýdek (polnisch Nydek, deutsch Niedek, älter auch Nideck) ist eine Gemeinde in Tschechien. Sie liegt sieben Kilometer südöstlich von Třinec an der polnischen Grenze und gehört zum Okres Frýdek-Místek.

## Geographie
Nýdek befindet sich im Nordwesten der Schlesischen Beskiden am Fuße der Velká Čantoryje/Wielka Czantoria in einem von der Hluchová und ihren Zuflüssen Střelmá und Hoský potok gebildeten Talkessel. Nördlich erheben sich der Ostrý (709 m) und die Czantoria Mała (865 m), nordwestlich die Velká Čantoryje/Wielka Czantoria (995 m), südwestlich Mionší (744 m) und Velký Sošov/Wielka Soszów (885 m), im Süden der Polední (656 m) sowie im Westen die Prašivá hora (541 m).
Nachbarorte sind Cisownica im Norden, Ustroń, Poniwiec und Polana im Nordosten, Jawornik und Wisła im Osten, Hrádek im Süden, Brandýs und Bystřice im Südwesten, Vendryně im Westen sowie Horní Líštná und Leszna Górna im Nordwesten.

## Geschichte
Die erste schriftliche Erwähnung des nach seinem Gründer Jan Nidek von Nidek benannten Dorfes erfolgte im Jahre 1456. 1576 wurde die evangelische Kirche des hl. Nikolaus errichtet. Nach der Schlacht am Weißen Berg begann die Rekatholisierung von Nydek. 1770 setzte der Eisenerzbergbau ein. Die Erze wurde ab 1772 in der Ustroner Hütte ausgeschmolzen. Bis ins 19. Jahrhundert war Nydek ein kleines Bergbauerndorf im Herzogtum Teschen, dessen Bewohner vorwiegend von der Holzfällerei und Weidewirtschaft lebten. Nach der Gründung der Trzynietzer Eisenwerke im Jahre 1839 wuchs Nydek rasch an und ein Teil der Einwohner war in der Hütte beschäftigt. Es wird angenommen, dass der ursprüngliche Name Neudeck lautete.
Nach der Aufhebung der Patrimonialherrschaften bildete Niedek ab 1850 eine Gemeinde im Bezirk Teschen. Der überwiegende Teil der Bewohner war polnischsprachig und gehörte zu der ethnischen Gruppe der Teschener Walachen. Nach dem Zusammenbruch der k.u.k. Monarchie wurde auf dem Czantory-Kamm die Grenze zwischen Polen und der Tschechoslowakei gezogen. Wegen des starken polnischen Bevölkerungsanteils beanspruchte auch Polen das Olsa-Gebiet und es kam zum Polnisch-Tschechoslowakischen Grenzkrieg. Ab 1920 gehörte der Ort zum Bezirk Český Těšín. Nach dem Münchner Abkommen wurde Nydek 1938 an Polen angeschlossen und kam im Jahre darauf nach der Besetzung Polens zum Deutschen Reich. Bis 1945 gehörte Niedek zum Landkreis Teschen und kam nach Kriegsende zur Tschechoslowakei zurück.
Nach der Auflösung des Okres Český Těšín kam der Ort mit Beginn des Jahres 1961 zum Okres Frýdek-Místek. 1980 erfolgte die Eingemeindung als Ortsteil Bystřice 4-Nýdek nach Bystřice. Seit 1990 bildet Nýdek wieder eine eigenständige Gemeinde. In Nýdek lebt eine starke polnische Minderheit.
Nýdek ist heute ein Wintersportzentrum. In der Gemeinde befinden sich die Schanzenanlagen des TJ TŽ Třinec. Bis 1968 fanden auf der großen Schanze auch internationale Wettkämpfe statt, in den 1970er Jahren wurde sie aufgegeben und 1976 zwei kleinere Schanzen errichtet.

## Gemeindegliederung
Für die Gemeinde Nýdek sind keine Ortsteile ausgewiesen. Zu Nýdek gehören die Ansiedlungen Brandýs, Dílek, Filipka, Hluchová, Nová Osada, Padovy, Pod Ostrým, Poledňa, Sošov und Střelmá.

## Kultur
Jährlich findet Ende Juli das Bierfest statt. Ein weiteres Fest ist das Folklorefestival U potoka.

## Sehenswürdigkeiten

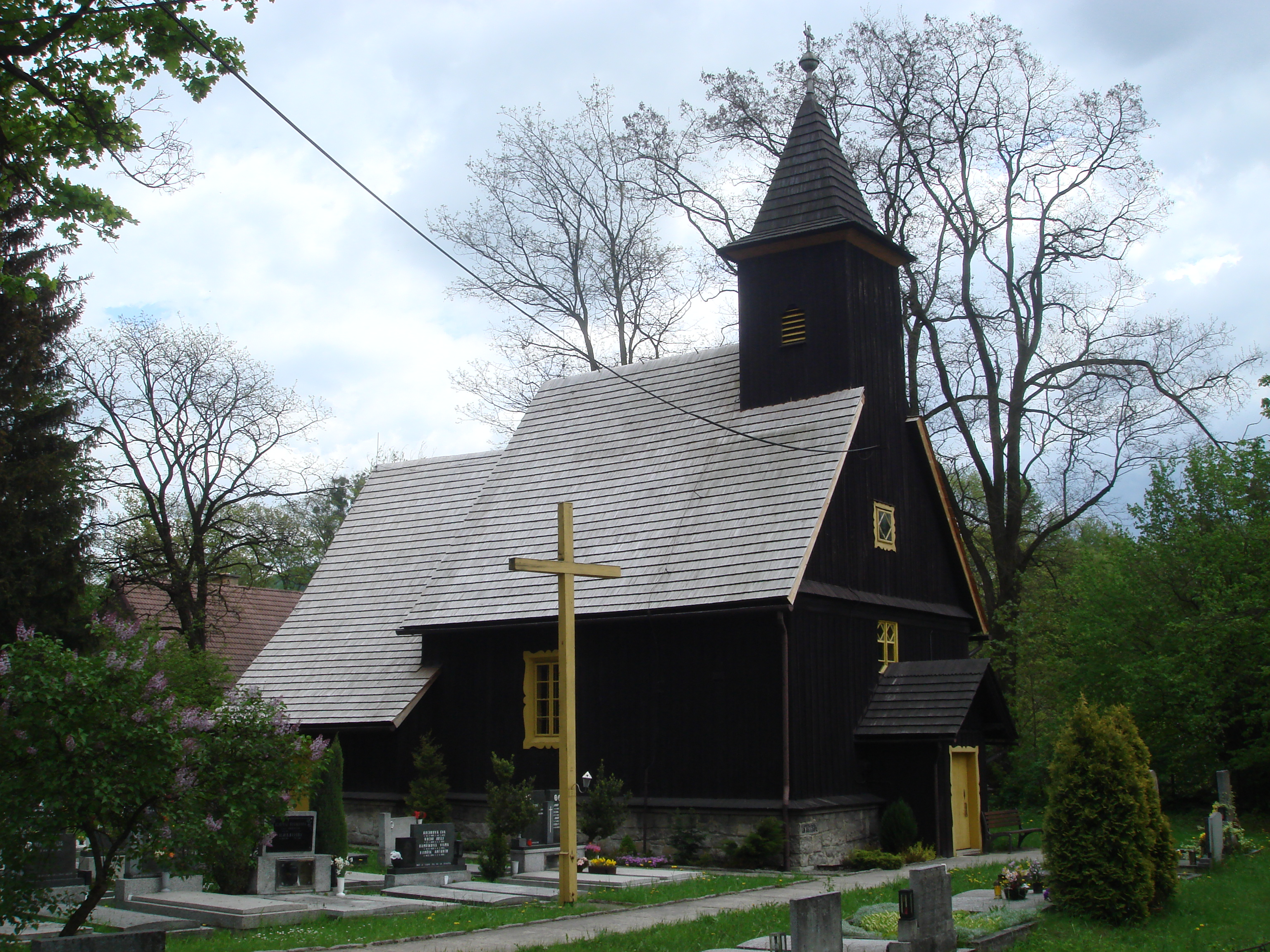
Kirche St. Nikolaus

- Schrotholzkirche des Hl. Nikolaus, erbaut 1576 als evangelische Kirche
- Berg Velká Čantoryje/Wielka Czantoria mit Aussichtsturm
- Kapelle
- Naturreservat Čantoryje mit einer Fläche von 40 ha

## Persönlichkeiten
- Rudolf Mayer (* 12. Juni 1846 in Nýdek; † 24. Juni 1916 in Karlsruhe), Medailleur und Kunstgewerbe-Lehrer